# 对Facebook的审查和封锁
由于Facebook的数据中央存储在美国，导致一些国家因不能即时审查相关政治信息的传播等各种原因对Facebook进行封锁，截至目前，仍然封锁Facebook的国家为中华人民共和国、朝鲜民主主义人民共和国、俄罗斯聯邦和伊朗伊斯蘭共和國。

## 审查具體情況

### 
Facebook拥有1000万澳大利亚用户，相近于人口的一半，规定注册账户时必须年满13岁。不过，因为目前无法正式执行年龄限制，2011年7月，澳大利亚开始考虑给予家长登入子女账户的权利，注册时必须出示年龄证明，以及将年龄限制增至18岁。
孟加拉人民联盟政府宣布针对Facebook和其他社交网站进行检查运动，寻找被认为亵渎神明的帖子。总理谢赫·哈西娜提议建立互联网监控委员会，协助孟加拉的情报业务。先前，孟加拉一直在封锁网站。各宗教党派一直在抗议博客作者发布的亵渎神明的帖子，在提案的时候，帖子已导致8人身亡。博客作者艾哈迈德·拉吉·海德尔于2013年2月15日被人刺死。2013年1月19日至3月2日之间，因为国家战争罪行的审判引起的全国暴乱已造成56人死亡。

### 中国大陆
2008年7月初，中國大陸的防火长城不完全封锁Facebook，当时使用者仍可以间歇性地看到部分内容，官方未说明任何原因，因7月底中國举办北京奥运会，封锁可能被暫時解除。
2009年8月6日，《中国国防报》发表文章指责推特（Twitter）、Facebook和YouTube是「西方敌对势力」的宣传与「颠覆工具」，并称「要加快提高网络隔绝、屏蔽、锁定和反击网上攻击的能力」。
2009年，中华人民共和国政府在乌鲁木齐七五事件之后对Facebook封锁，至今未解除。由于乌鲁木齐七五事件部分新疆独立运动者使用Facebook为交流平台，引起中国大陆封锁Facebook至今。但是有一定数量的中国大陆民众通过翻墙等方法来访问，网友们有时也因为其读音以及被屏蔽的原因，戏称Facebook为“非死不可”。一些中国用户也认为随着谷歌中国问题的发生，Facebook不会在中国取得成功。
2010年7月8日，中國社會科學院發表一份報告，指責Facebook實爲西方國家顛覆中国政權的「顛覆工具」
2011年初，当茉莉花革命席卷阿拉伯世界时，2月19日起有以「中國茉莉花革命」為名的支持者專頁宣傳关于大陸茉莉花革命最新訊息，号召中國网友于20日在各大城市举行茉莉花革命，在短時間即有萬人支持。同年1月，中共浙江省委常委、组织部长蔡奇在微博上称“Facebook是这几年美国硅谷成长最好的社交网络……扎克伯格访华显然表明对中国互联网市场的兴趣。遗憾的是，Facebook在中國还无法访问。”
尽管Facebook在中國被严密封锁，但其中國使用者在2011年的1月至3月仍然出现大幅增长，使用者从30万人迅速發展到超过70万人。同年3月，Social Bakers的数据显示Facebook在中國有659,060个使用者，在使用者數量上排名82位。这一使用者数量占中國網際網路使用者人口的0.16%和全國公民的0.05%，其中很多是外貿用戶和年輕人，他們通過翻墻的方法來訪問Facebook。此外，根据Pivotal Research Group的数据，在2018年Facebook从中国获得的广告收入估计达到50亿美元，约占其总销售额的10%。
在2010年和2012年相繼传出Facebook将进入中國大陆市场的消息，但前景却不被人看好，部分媒體指出由于长期遭到封锁，Facebook将会被已经在大陸有庞大用户群的人人网和开心网等社交网站排挤，也很有可能改以合作方式進入中國。但Facebook至今仍未正式进入中国大陆市场。
截至2013年8月20日，有报道说Facebook在中国被部分解封。
2014年9月，中国互联网举报中心发布报告，称有网友向该中心举报Facebook上自认为的（對中國的）有害信息，该中心将相关举报转交给Facebook后网站“对有害信息的处置反应滞后、删除率很低”，对此该中心的雙重標準表示谴责。
2017年5月，Facebook授权中国一家公司推出了软件彩色气球，这是Moments的中国版。据《纽约时报》2017年9月的报道，Facebook计划在上海设立办公室。2018年7月，Facebook獲得了在浙江开设一家子公司的许可。Facebook表示，将利用该公司在当地设立一个创新中心。但不久许可被撤回。
尽管防火长城封锁Facebook，屏蔽了其国内对Facebook的访问，中国一些政府部门，如中国中央电视台、人民日报仍然在Facebook上注册了账号。舉例包括CCTV、环球时报、新华网、人民日报等官媒及其他私营媒体企业（如观察者网）都使用Facebook、Twitter等社交网络进行对外宣传，扩大国际声誉。德国之声报道，中国陕西省政府在Facebook做旅游广告。但网友讽刺中国官媒带头翻墙，认为官媒“只许州官放火，不许百姓点灯。”

### 埃及
2011年埃及革命期间，Facebook被埃及封锁数日。

### 伊朗
2009年伊朗总统选举后，因为担心Facebook进行反对派运动，该网站被封锁。然而截至2013年9月，封锁Facebook四年后没有另行通知，Twitter和Facebook据认为被解封。但是解封的隔天，即星期二，伊朗再次无法正常访问Facebook和Twitter，引起人们质疑解除封禁是故意的，还是因为技术故障的问题。

### 模里西斯
2007年11月8日，因为Facebook的有关假冒总理的个人主页，毛里求斯资讯通信科技管理局随即下令全国的互联网服务供应商封锁Facebook。翌日，毛里求斯恢复了Facebook的访问。

### 摩洛哥
2008年2月5日，摩洛哥公民福阿德·穆尔塔达涉嫌创建Facebook个人主页假冒穆莱·拉希德王子而被捕。

### 
朝鮮是局內網，政府對所有外國網站進行物理封鎖，Facebook同樣不例外，不过外国人可以通过接入朝鲜互联网的形式访问。2016年4月4日，朝鲜政府正式宣布屏蔽Facebook，并表示任何试图破解的人士将受到朝鲜法律的惩罚。

### 叙利亚
叙利亚政府声称Facebook促进对当局的攻击，因而禁止该网站。政府也担心以色列在Facebook入侵叙利亚社交网络。叙利亚公民也利用Facebook批评叙利亚政府，因为公开批评叙利亚政府曾可被监禁。2011年2月，所有互联网服务供应商解除对Facebook的封锁，该网站仍可访问。

### 
2012年11月，响应于网上诽谤埃莫马利·拉赫蒙总统和其他官员的留言，塔吉克斯坦封锁了Facebook。

### 英国
2011年4月28日，在英国剑桥公爵威廉王子与凯特·米德尔顿的婚礼前夕，因為全国镇压政治活动，数个有政治动机的Facebook群组和专页从网站被移除或中止。这些群组和专页大都关注反对政府削减开支，许多延续2010年英国学生抗议，用来举办示威活动。页面的审查与一系列积极分子被捕时间恰逢。被捕当中包括正策划雕像斩首表演以反对君主制的街头戏剧团体，其中成员包括66岁的人类学教授。

### 越南
因为部分越南反共人士在Facebook发布反对越南政府的言论，所以越南政府曾长期或间歇性屏蔽Facebook，但在近年Facebook遵守了越南政府的要求，采用“地理封锁”（使用越南IP访问则某些贴文不可见）和删除贴文等方式协助审查被视为有批判越南政府内容的“反政府”帖文后，Facebook在越南已基本解禁。。

### 所罗门群岛
2020年11月17日，索羅門群島通過了禁用臉書的政策，原因是臉書上對官員侮辱性的言論。

### 俄羅斯
2022年俄烏戰爭期間，俄國媒體受到制裁，該國監管機構Roskomnadzor宣佈反封鎖臉书與推特，另外脸书的运营主体Meta_Platforms已经被俄罗斯列为恐怖组织。

### 其他对Facebook进行局部封鎖的国家
部分國家家曾在國內網路對Facebook進行局部的網站封鎖與審查，包括 巴基斯坦、 、 沙烏地阿拉伯、 緬甸、 越南等國家。
這些國家實施封鎖的原因多為政治或宗教因素，例如認為Facebook允許刊登反伊斯蘭教的內容，或是網站上有其他的宗教歧視等。許多工作場所也封鎖Facebook，禁止員工在上班時間連結和使用。
- 巴基斯坦和孟加拉国曾在2010年因为穆罕默德漫画封鎖Facebook，直至其删除穆罕默德漫画后解封。
- 沙特阿拉伯在2010年11月以不遵从该国的保守价值，内容越过王国的保守道德为由封鎖Facebook，但是亦有消息指出封鎖並不徹底，部分网页仍可以顯示[55]。現時已解封。
- 缅甸在2011年9月中解除对Facebook、YouTube及大量境外网站的封锁[56][57]。

### 其他对Facebook进行全面封鎖的国家
許多國家政府曾在國內網路對Facebook進行全面的網站封鎖與審查，包括 伊朗、 、 叙利亚（與美國战争因素）、 古巴。